# Plešiště
Plešiště je malá vesnice, část města Krásná Hora nad Vltavou v okrese Příbram ve Středočeském kraji. Nachází se asi čtyři kilometry východně od Krásné Hory nad Vltavou. Je zde evidováno 30 adres. V roce 2011 zde trvale žilo jedenáct obyvatel.
Plešiště je také název katastrálního území o rozloze 2,72 km².

## Historie
První písemná zmínka o vesnici pochází z roku 1336.

## Obyvatelstvo
| Rok            | 1869 | 1880 | 1890 | 1900 | 1910 | 1921 | 1930 | 1950 | 1961 | 1970 | 1980 | 1991 | 2001 | 2011 | 2021 |
| -------------- | ---- | ---- | ---- | ---- | ---- | ---- | ---- | ---- | ---- | ---- | ---- | ---- | ---- | ---- | ---- |
| Počet obyvatel | 158  | 166  | 164  | 145  | 142  | 123  | 111  | 88   | 89   | 63   | 33   | 13   | 10   | 11   | 16   |
| Počet domů     | 22   | 23   | 23   | 24   | 23   | 23   | 23   | 21   | 19   | 16   | 14   | 17   | 18   | 19   | 19   |

## Obecní správa
Při sčítání lidu v letech 1850–1909 Plešiště byla osadou obce Svatý Jan v okrese Sedlčany. V letech 1910–1964 byla osadou obce Hrabří, se kterým patřila nejprve do okresu Sedlčany, ale od roku 1960 v okrese Příbram. Od 14. června 1964 je částí města Krásná Hora nad Vltavou v okrese Příbram.

## Pamětihodnosti
Ve vsi se nachází bývalá tvrz, zvaná Holanova Turyně. Pochází pravděpodobně ze 16.–17. století, kolem je dosud patrný příkop původně se zvedacím mostem, stopy pod střechou ukazují na dřevěné podsebití. Tvrz je památkově chráněna.